# Jake Cherry
Jacob Cherry, detto Jake (New Jersey, 15 settembre 1996), è un attore statunitense.

## Biografia
Ha interpretato la parte di Nicky Daley nei film di Shawn Levy Una notte al museo (2006) e Una notte al museo 2 - La fuga (2009) ed ha partecipato anche ad un episodio della famosa serie Dr. House - Medical Division. Nel 2010 interpreta Jay Baruchel da piccolo in L'apprendista stregone, successivamente è presente nel Thriller del 2012 Transit con Jim Caviezel.

## Vita privata
Ha un fratello minore, Andrew, anch'egli attore.

## Filmografia

### Cinema
- Friends with Money, regia di Nicole Holofcener (2006)
- Una notte al museo (Night at the Museum), regia di Shawn Levy (2006)
- Pretty/Handsome (2008)
- Una notte al museo 2 - La fuga (Night at the Museum: Battle of the Smithsonian), regia di Shawn Levy (2009)
- The Rebound - Ricomincio dall'amore (The Rebound), regia di Bart Freundlich (2009)
- L'apprendista stregone (The Sorcerer's Apprentice), regia di Jon Turteltaub (2010)
- The Son of No One, regia di Dito Montiel (2011)
- Transit, regia di Antonio Negret (2012)

### Televisione
- Camelot - Squadra emergenza (Third Watch) – serie TV, 1 episodio (2004)
- Blue's Clues – serie TV, 2 episodi (2003-2004)
- Due vite segnate (Miracle Run), regia di Gregg Champion – film TV (2004)
- Kat Plus One - film TV (2004)
- Head Cases – serie TV, 5 episodi (2005)
- The Boondocks – serie TV, 1 episodio (2005)
- Bones – serie TV, 1 episodio (2006)
- Desperate Housewives – serie TV, 5 episodi (2007)
- 4400 – serie TV, 1 episodio (2007)
- Dr. House - Medical Division (House, M.D.) – serie TV, 1 episodio (2009)
- Criminal Minds – serie TV, 1 episodio (2009)
- CSI - Scena del crimine (CSI: Crime Scene Investigation) – serie TV, 1 episodio (2009)
- R.L. Stine's The Haunting Hour – serie TV, episodio 1x14 (2011)

## Doppiatori italiani
- Manuel Meli in Una notte al museo, Una notte al museo 2 - La fuga
- Ruggero Valli in Desperate Housewives, L'apprendista stregone
- Mirko Cannella in Blue Bloods